# Zierbrikett

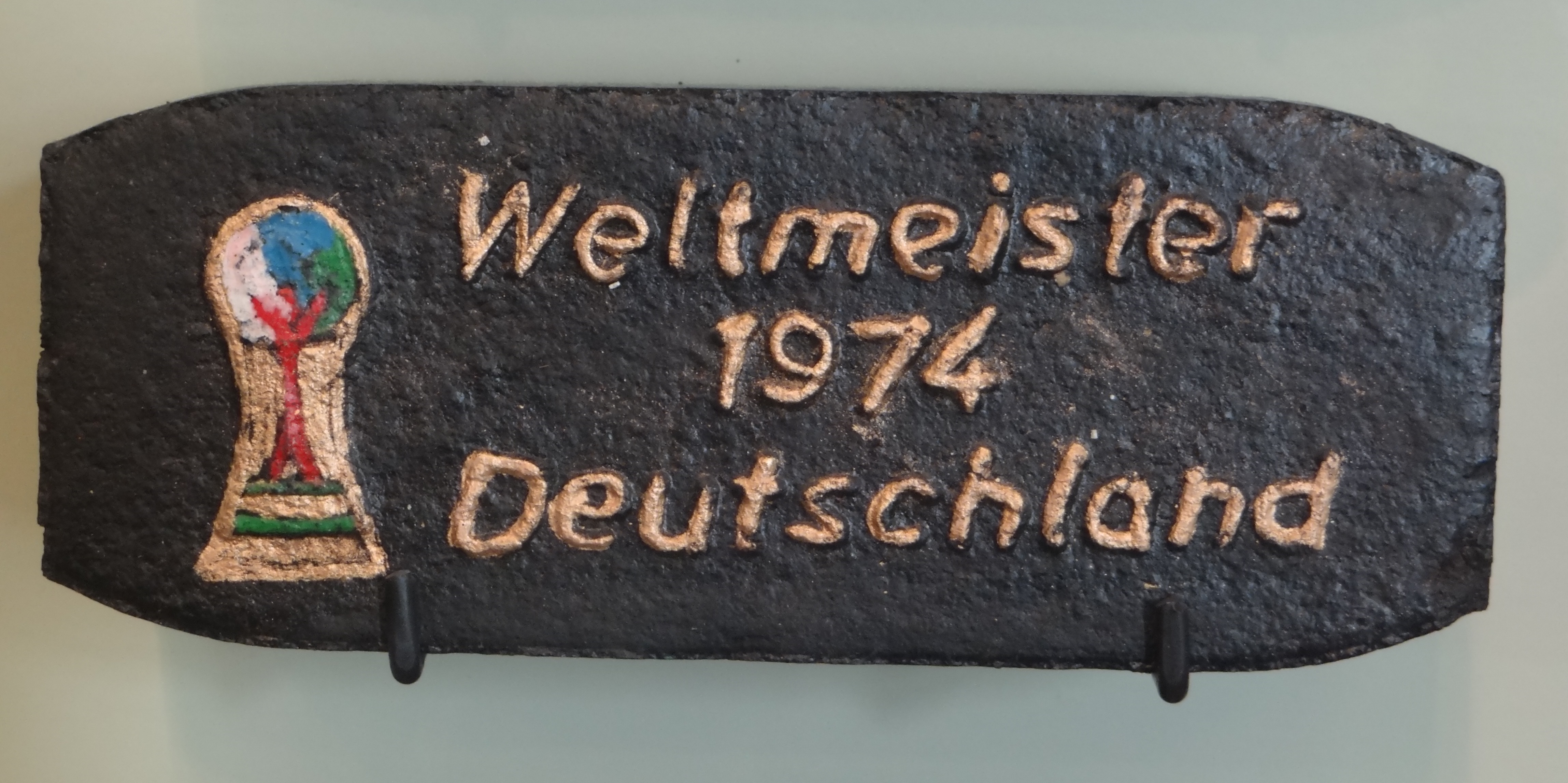
Zierbrikett anlässlich der Fußball-WM 1974

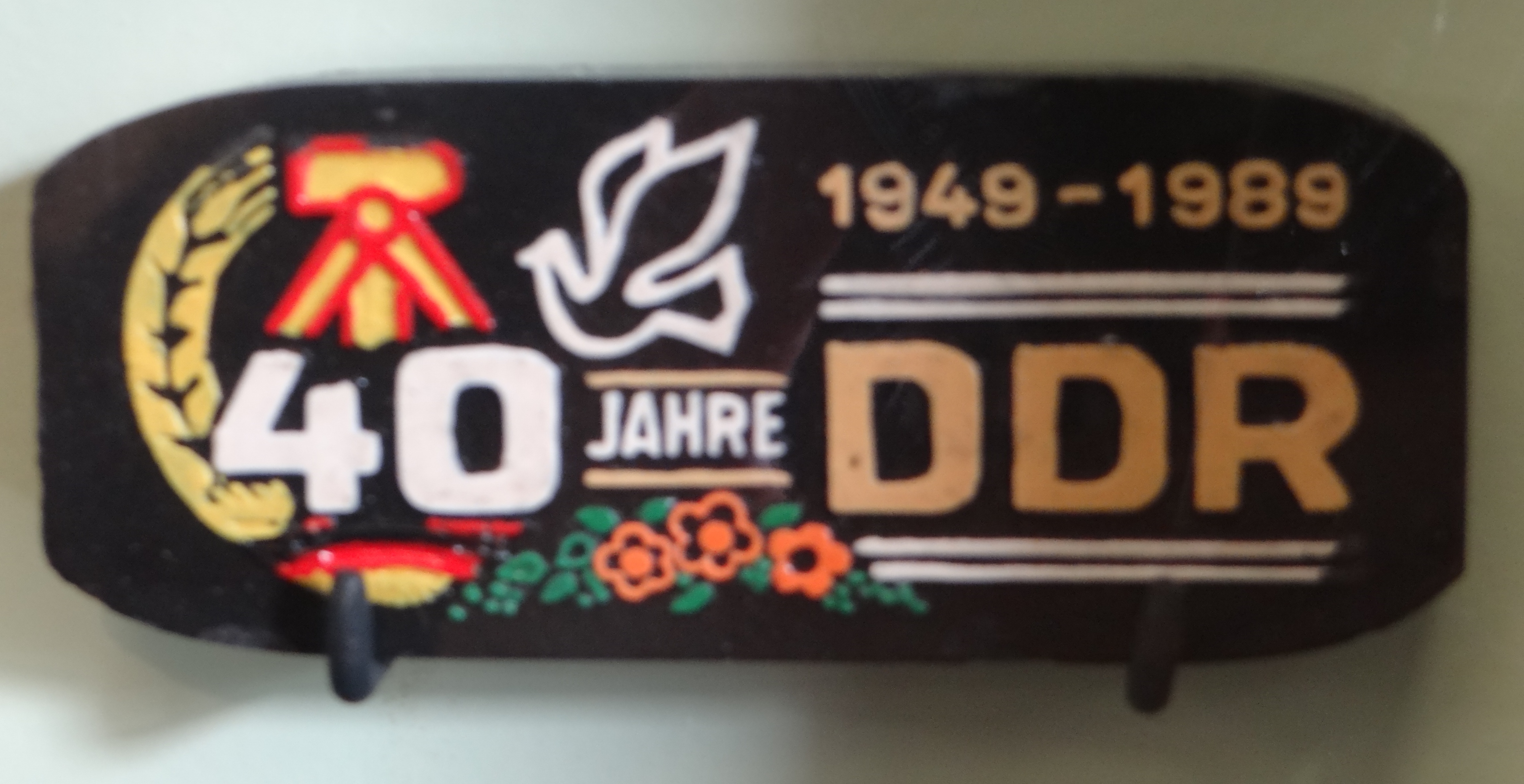
Zierbrikett anlässlich des 40-jährigen Bestehens der DDR

Zierbriketts, auch Schmuck-, Sonder- oder Sammel-/Sammlerbriketts genannt, sind Kohlebriketts (überwiegend als Braunkohle), die von der herstellenden Brikettfabrik nicht mit dem üblichen Markennamen oder -emblem gepresst werden, sondern die eine aufwendige Sonderprägung mit Text und/oder Bild erhalten.
Der Sonderaufdruck entsteht durch eine entsprechende Negativform auf dem Stempel der Brikettpresse. Die erhabene Prägung wird nach dem Pressen eingefärbt, meist mehrfarbig und von Hand.
Zierbriketts sind nicht wie normale Briketts zum Verheizen gedacht, sondern als Andenken, Ehrung oder Werbeträger. Sie werden von den Fabriken vorzugsweise zu besonderen Anlässen wie Feiertagen, Jubiläen, Veranstaltungen, Eröffnungen oder Stilllegungen von Betriebsteilen u. ä. in limitierter Anzahl hergestellt. Insbesondere zu Zeiten der DDR und des Deutschen Reiches waren die Briketts gelegentlich auch mit politischen Botschaften versehen (siehe Bild).

## Sammlungen
Zierbriketts zählen zu den Sammlerobjekten. Sie werden von interessierten Privatleuten gesucht, systematisch erfasst und auf entsprechenden Sammlermärkten getauscht und gehandelt. Ähnlich wie bei vergleichbaren Sammelobjekten hängt der Sammlerwert eines Briketts von seinem Alter, dem Erhaltungsgrad, der Höhe der Auflage und den Besonderheiten des Formats und Aufdrucks ab.
Da in Ländern wie Deutschland fast alle Brikettfabriken stillgelegt sind, werden immer weniger neue Auflagen an Zierbriketts herausgegeben. Briketts haben daher unter den Sammlerobjekten im Vergleich zu Alltagsgegenständen, die weiterhin in großer Stückzahl produziert werden, eine untergeordnete Bedeutung. Die Zahl der Sammler ist relativ gering. Einen gewissen Aufschwung erhielt das Hobby im Zuge der Ostalgie-Welle nach Ende der DDR.
Der rheinländische Sammler Josef Kau hat es mit der damals größten derartigen Sammlung der Welt (2560 Stück) zu einem Eintrag in das Guinness-Buch der Rekorde gebracht. Später ist Kaus Sammlung auf mehr als 5500 Stück angewachsen, der Rekord wurde aber von Karl-Josef Buchen, einem anderen Sammler aus dem Rheinland, mit etwa 8000 Briketts nochmals deutlich übertroffen.
Ein umfassendes Verzeichnis der Sonderbriketts der deutschen Kohlereviere (nach dem Vorbild anderer Sammlerkataloge wie dem Michel) wird seit 2008 von einer Arbeitsgemeinschaft deutscher Bergbauunternehmen und -museen erarbeitet. Bisher existieren nur lückenhafte Listen.

### Ausstellungen

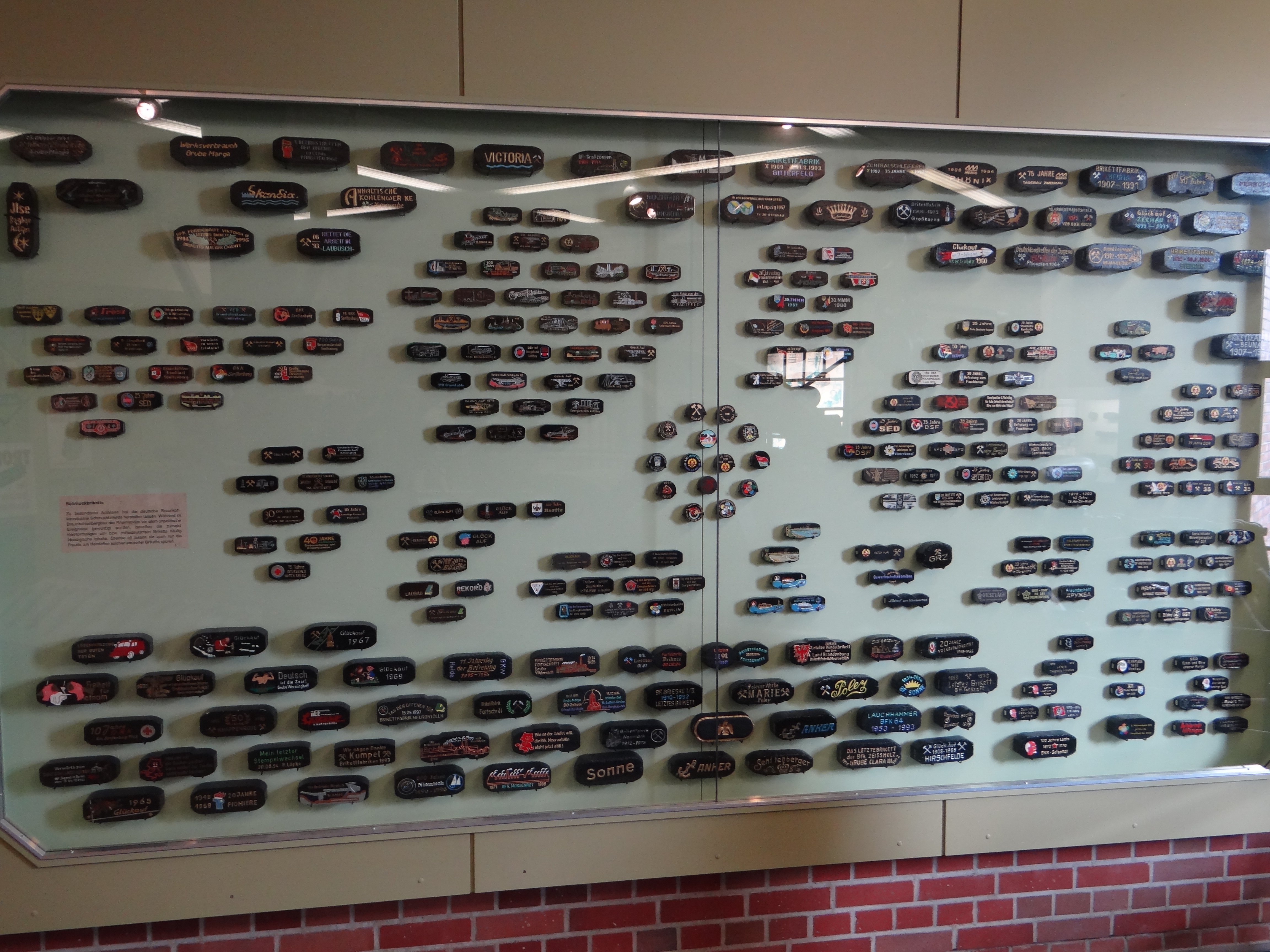
Teil der Schmuckbrikett-Ausstellung im Deutschen Bergbau-Museum Bochum

Auch einige spezialisierte Museen präsentieren Sammlungen von Zierbriketts als Zeugnis der Montanhistorie:
- Deutsches Bergbau-Museum, Bochum[14]
- Rheinisches Braunkohlerevier:
  - RWE-Informationszentrum Schloss Paffendorf, Bergheim[15]
  - Museum der Niederrheinischen Seele  in der Villa Erckens, Grevenbroich[2]
  - Privates Bergbaumuseum, Niederaußem[16]
  - Ausstellungsraum „Klüttenstube“ im Gasthaus Kreisch, Brühl[11]
- Lausitzer Braunkohlerevier:
  - Bergbaumuseum Energiefabrik Knappenrode
  - Privates Bergbaumuseum, Niemtsch[17][18] (geschlossen)
  - Privates Heimatmuseum Heimatstube, Welzow[19]
  - Dorfmuseum Zeißholz[20]
  - Gasthof „Zur Alten Schule“ (Privatsammlung Siegfried Jalowietzki), Senftenberg-Brieske[21]
- Mitteldeutsches Braunkohlerevier:
  - Museum Brikettfabrik Herrmannschacht, Zeitz[22][10]
  - Bergbaumuseum Schwarzer Crux, Suhl-Vesser[23][6]
  - Bergbrüderschaft Meuselwitz-Rositzer Braunkohlenrevier, Altenburg: wechselnde Ausstellungen, z. B. im Mauritianum[24] oder im Kundenzentrum der Ewa
- Oberpfälzer Braunkohlerevier:
  - Heimat- und Industriemuseum Wackersdorf[25][26]
  - Heimat- und Braunkohlemuseum Steinberg am See